# النهايات (رواية)
النهايات هي رواية للكاتب عبد الرحمن المنيف. ونشرت مؤسسة دار الهلال روايته في سنة 1986.

## ملخص الرواية
رواية النهايات عبارة عن أحداث تتحرك في خطوط تتوازى فيها الوقائع. وهي على مستواها الوقائعي تعود بك إلى تجربة أهل الطيبة، من حيث انتمائهم إلى الجذور، وذهولهم الدائم ازاء الحب والموت. لتعود بك إلى اكتشاف الإنسان، أينما كان، انتماءه إلى هذه القوى الغامضة في الكون والتي تجعل من الحب والموت أعنف واقوى ما في الطبيعة كلها. وان النهايات مرتبة عميقة الأنغام للجنّة التي بقيت حاضرة في أذهان القرية. قام عبد الرحمن باختياره لكلمة، الطيّبة، هذا الاسم الجميل لقريته وهو اختيار رمزي، لأن كل قرية طيبة بالنسبة لأهلها... الطيبة تجمع بين معنى طيب المذاق والهواء، وبين معنى البقاء... فالطيبة هي أيضاً العائشة الحية.
النهايات تمثل طريقًا لحداثة متجذرة في الواقع، تسعى للتحرر من أوهام الوفرة المستديمة. تكشف صحراء النهايات، عن رؤية نقدية للوضع العربي، تعيد النظر في إشكالياتنا الراهنة وتطرح مخرجًا إيجابيًا ينبثق من "روح المكان

## الشخصيات
- عساف: الصياد الذي يمثل الروح المتمردة والحرة. يحمل في داخله فلسفة خاصة عن الحياة والموت، ويشكل محورًا رئيسيًا في الرواية.عساف فرد ميزته الرئيسية أنه لا يتميز بشيء. فرد من العامة، لا يمت بأية صلة إلى أية نخبة [5]
- أهالي القرية: يمثلون الجماعة التي تواجه تحديات الطبيعة القاسية، ويحاولون العيش وسط الفقر والجفاف.
- الراوي: يقدم لنا تفاصيل الأحداث والشخصيات، ويصف الحوارات والصراعات التي تدور بين سكان القرية.
- الطبيعة (شبه شخصية) الجفاف، الصحراء، والحيوانات تشكل عنصرًا قويًا في الرواية وتلعب دورًا مؤثرًا.

## الأسلوب
أسلوب وصفي تحليلي رواية النهايات تعكس علاقة الإنسان بالصحراء باستخدام الراوي العليم وتقنيات مستمدة من التراث، مثل القصة القصيرة والتعالق النصي مع نصوص الجاحظ، مستلهمة أجواء ألف ليلة وليلة وفق اعتراف منيف في الكاتب والمنفى.

## مؤلفات أخرى
- «مدن الملح»
- «الديمقراطية أولا الديمقراطية دائما»
- «الكاتب والمنفى وآفاق الرواية العربية» و«عمان سيرة مدينة»
- «الأشجار واغتيال مرزوق»
- «شرق المتوسط»

## اقتباسات
أما  إذا جاء القحط... يبدأ النبع يتراخى والساقية تضمر، ثم تجف في نهايتها، يصبح المجرى مثل حيّة ماتت لتوها وبدأت تتخلّى عن قشرتها 